# Aitarak
Aitarak (del tetun,"espina") fue el nombre de uno de uno de las milicias pro-Indonesia más temidas en Timor Oriental a fines de los años 90´s. El 17 de abril de 1999, llevó a cabo 12 asesinatos en la masacre de la Casa Manuelão Carrascala en Dili. Ese mismo mes, el grupo perpetró la masacre de la Iglesia de Liquiçá. En su apogeo, el grupo fue dirigido por el miliciano Eurico Guterres.

## Historia
En 1999, tras el referéndum de autonomía, durante el cual los ciudadanos de Timor Oriental votaron a favor de separarse de Indonesia y volverse independientes, las fuerzas militares indonesias comenzaron una lenta retirada de Timor Oriental. En el transcurso de esto, practicaron que se conoce como la campaña de Tierra Quemada de Timor Oriental, incendiando y destruyendo todo a su paso.
En esto contaron con gran ayuda de las milicias proindonesias de Timor Oriental. Los grupos de milicias de cada distrito fueron incluso más despiadados que el ejército indonesio en la mayoría de los casos. A menudo conocían a sus víctimas, en muchos casos bien documentados, las conocían, en muchos casos bien documentados, las conocían de toda la vida, por lo general procedieron de las mismas aldeas o barrios.
Los Aitarak ganaron la mayor notoriedad porque eran el principal grupo de milicias en la ciudad capital y en el distrito de Dili en su conjunto. Fue aquí donde la prensa internacional estuvo más presente, y los informes trataban principalmente sobre lo que sucedió en la propia Dili y, por lo tanto, con los Aitarak. El 9 de mayo, presuntas milicias Aitarak abrieron fuego contra una manifestación a favor de la independencia en el centro de Dili. Durante las primeras semanas de la crisis, las milicias Aitarak participaron en varios incendios provocados y ataques contra las fuerzas de las Naciones Unidas.
Casos como la masacre de la Iglesia de Liquiçá, y la masacre de la Iglesia de Suai, así como el de las monjas católicas asesinadas en Lospalos, fueron en gran medida desconocidos durante un tiempo.
Debido a la manera despiadada en que los Aitarak mataban y violaban, el grupo se hizo infame. Actuaron de una manera que indicaba que no tenían miedo de la medios de comunicación, ni de la reacción o consecuencias internacionales. En retrospectiva, es bastante evidente que los grupos de milicias sintieron que Indonesia recuperaría el control de Timor Oriental y que aquellos que habían sido fieles al gobierno indonesio serían colocados en posiciones de poder.
Se desconoce el número exacto de víctimas asesinadas por los Aitarak. Se puede decir fácilmente que el número es de cientos. Los comandantes de Aitarak, la más poderosa de todas las milicias, podían influir fácilmente en los grupos de milicias de otras partes de Timor Oriental, y lo hicieron en varias ocasiones.
Aunque el personal militar indonesio y el propio gobierno negaron tener control alguno sobre las milicias, las fuerzas militares indonesias estuvieron presentes durante casi todos los incidentes importantes de asesinatos en masa. En la masacre de la iglesia de Liquiçá, los investigadores quedaron desconcertados sobre por qué ninguna de las víctimas huyó del lugar inmediato del ataque, hasta que finalmente se descubrió a través de largas entrevistas que el recinto de la iglesia había sido rodeado por soldados indonesios. Los militares indonesios presentes no entraron ni participaron en la masacre, pero sí impidieron que las víctimas huyeran.

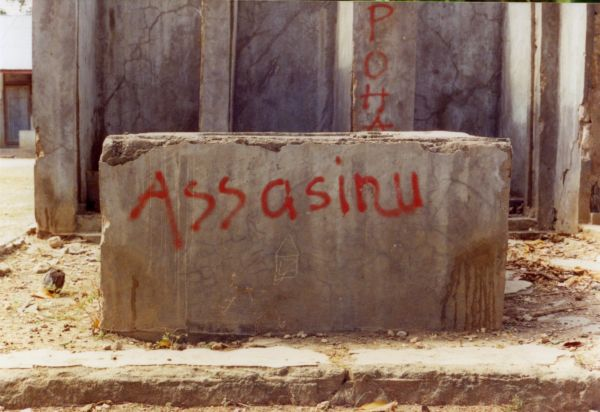
Pintura mural que dice "asesino" en Tutuala/Timor Oriental. Recordando la masacre perpetrada por las milicias proindonesias

### Las secuelas de la crisis
Eurico Guterres, el comandante de los Aitarak, tenía control absoluto no sólo sobre los Aitarak, sino también sobre los Besi Merah Putih y otras milicias en todo Timor Oriental. Posteriormente, cuando se arrestaba y juzgaba a los sospechosos por la matanza perpetrada contra los ciudadanos de Timor Oriental durante 1999, era común echarle la culpa a otra persona. Los miembros de la milicia (incluido Guterres) afirmaban regularmente que actuaban siguiendo "órdenes" de otra persona, o que eran simplemente un peón sin control sobre lo sucedido. Eurico Guterres fue condenado a 10 años de cárcel por el tribunal ad hoc de derechos humanos de Indonesia, pero hoy es un hombre libre (en febrero de 2006) pendiente de su apelación ante el Tribunal Supremo. También es bien sabido que ahora está involucrado con el segundo partido político más grande de Indonesia, el PDI-P. Actualmente, Guterres milita en elPartido Movimiento Gran Indonesia.
También fueron juzgados en el tribunal de derechos humanos más de una docena de militares y policías indonesios. Todos fueron absueltos. Todos ellos siguen sirviendo activamente en las Fuerzas Armadas del país y han recibido ascensos de rango desde que terminaron su servicio y sus juicios en Timor Oriental.